# 何塞·路易斯·帕洛米諾
何塞·路易斯·帕洛米諾（西班牙語：José Luis Palomino；1990年1月5日—），阿根廷足球運動員，現效力意甲球會卡利亚里，司職中後衛。

## 俱樂部生涯
帕洛米諾生於1990年1月5日，出道於阿根廷聖羅倫素，2016-17賽季為盧多戈雷茨出場40次2進球1助攻。
意甲球會亞特蘭大官方宣佈，球隊簽下保加利亞聯賽球隊盧多戈雷茨後衛帕洛米諾。據悉，帕洛米諾轉會費為400萬歐元。 

## 榮譽

### 球會
亞特蘭大
- 歐霸盃冠軍：2023-24

## 外部連結
- José Luis Palomino – 法國職業足球聯賽数据 – 支持法语（已存档）
- Soccerway資料庫：何塞·路易斯·帕洛米諾